# 长修故城
长修故城，位于山西省运城市新绛县西北泉掌镇泉掌镇泉掌村及其四周，是一处新绛县文物保护单位。

## 历史
长修县是秦汉时期设置的一个县份，管辖范围包括今新绛县西部，故城在今新绛县县城15公里古交镇泉掌村。。。

## 建筑
长修故城为汉代古城遗址。

## 保护
1995年12月，长修故城公布为新绛县文物保护单位。